# Анархо-капіталізм

Прапор анархо-капіталізму. Чорно-жовтий або чорно-золотий прапор, розділений діагоналлю, часто використовується анархо-капіталістами. Золотий колір тут символізує золото як валюту на вільному ринку, чорний — анархічну символіку.

Ана́рхо-капіталі́зм — анархо-індивідуалістична політична філософія, яка виступає за усунення держави та піднесення автономного індивіду на вільному ринку. В анархо-капіталістичному суспільстві поліція, суди та інші служби забезпечення безпеки надаються конкурентними компаніями (наприклад, приватні охоронні агенції) з добровільним фінансуванням, а не через примусове оподаткування, а гроші пропонують на вільному ринку приватні підприємці. Згідно з баченням анархо-капіталістів, особиста та економічна діяльність регулюватиметься природними законами ринку та приватними законами, а не політикою.
У цьому сенсі, термін «анархо-капіталізм» часто є синонімом «лібертаріанства» — системи цінностей, що розвивалася з 1960-х років, заснованої на ідеї свободи — відсутності агресії й примусу.
Анархо-капіталізм вважає державу «бандитом» і виступає проти оподаткування. Прихильники вчення прагнуть до забезпечення захисту особистої свободи й приватної власності без участі держави, за допомогою приватних підприємців і підприємств (організацій), які будують свою діяльність для прибутку.
Термін «анархо-капіталізм» був введений Мюрреєм Ротбардом, який в 1960-х роках сформолював положення австрійської школи економіки, класичного лібералізму й американських індивідуалістичних анархістів XIX століття Лісандра Спунера і Бенджаміна Такера (відкидаючи при цьому трудову теорію власності і норми, які з неї випливають) в нову політичну філософію. Хоча деякі історики, включаючи й самого Ротбарда, простежують коріння даного анархістського спрямування до середини XIX століття в працях ринкових теоретиків, наприклад в Густава де Молінарі.
На анархо-капіталізм впливали проринкові теоретики: Молінарі, Фредерік Бастіа та Роберт Нозік, а також американські теоретики індивідуалізму (Бенджамін Такер і Лісандр Спунер). Сучасна форма анархістського індивідуалізму відрізняється від індивідуалізму «Бостонських анархістів» XIX століття своїм запереченням трудової теорії вартості (і її значення), надаючи перевагу неокласичному або маржиналістському напрямку австрійської школи. Своєю чергою анархо-капіталістичні ідеї сприяли розвитку агоризму, волюнтаризму і криптоанархізму. Є інститути, які дуже тісно пов'язані з капіталістичним анархізмом: Центр лібертаріанських досліджень та Інститут Людвіга фон Мізеса.
Анархо-капіталізм, поряд з мінархізмом, є одним з двох стовпів лібертаріанства, а саме ідеологічним орієнтиром, в той час, як мінархізм показує роль влади в такому суспільстві. Анархо-капіталізм також відрізняється від інших видів анархізму, які прагнуть скасувати приватну власність й інші аспекти капіталізму.

## Філософія

### Етика
Анархо-капіталізм виступає за суспільство, засноване на добровільній торгівлі приватною власністю і послугами (в загальному, за всі відносини, які не викликані погрозами або 

Символ волюнтаризму з використанням кольорів анархо-капіталізму

насильством, включаючи обмін грошима, споживчими товарами, землею і капітальними товарами) з метою звести до мінімуму конфлікти при максимальному збільшенні особистої свободи та процвітання. Однак анархо-капіталісти також визнають благодійність і суспільні заходи як частину добровільної етики. Хоча анархо-капіталізм відстоює право на приватну (особисту або спільну) власність, деякі припускають, що недержавна громадська (громадська власність) також можуть існувати в анархо-капіталістичному суспільстві. Важливим є те, що вона отримується і передається без допомоги або перешкоди з боку держави. Лібертаріанці вважають, що єдиний справедливий і найбільш економічно вигідний спосіб придбання власності — це добровільна торгівля, дарування або первісне привласнення на основі праці, а не агресії або шахрайства.
Анархо-капіталізм розглядає вільний ринковий капіталізм як основу для вільного й успішного суспільства. Мюррей Ротбард вважав, що різниця між капіталізмом вільного ринку і державним капіталізмом — це різниця між мирним добровільним обміном і змовою між бізнесом і державою, яка використовує примус, щоб підірвати вільний ринок. Згідно з анархо-капіталізмом, капіталізм не слід плутати з державно-монополістичним капіталізмом, клановим (кумівським) капіталізмом, корпоративізмом або сучасною змішаною економікою, де ринкові стимули й стримувальні фактори можуть змінюватися державою. Тому анархо-капіталізм відкидає державу, розглядаючи її як суб'єкт, який краде власність (за допомогою оподаткування та експропріації), ініціює агресію, має монополію на застосування сили, використовує примус для вигоди деяких підприємств і приватних осіб шляхом експлуатації інших, створює штучні монополії, обмежує торгівлю та обмежує особисті свободи за допомогою законів про наркотики, обов'язкову освіту, призов на військову службу, законів про мораль і так далі.
Багато анархістів розглядають капіталізм як авторитарну ієрархічну систему і прагнуть знищити приватну власність. Існує розбіжність між цими лівими анархістами й Laissez-faire анархо-капіталістами. Перші в цілому відкидають анархо-капіталізм як форму анархізму і вважають анархо-капіталізм оксимороном, а останні вважають, що для скасування приватної власності необхідні експропріації, які є контрпродуктивними для порядку і зажадають необхідності держави. На діаграмі Нолана анархо-капіталізм перебуває на зліва-знизу лібертаріанської квадранти, оскільки він повністю відкидає втручання держави в економічні та особисті справи.
Анархо-капіталізм стверджує, що держава отримує владу через насильство, тому що воно може бути застосована проти тих, хто не викрадав особисту власність, що не розграбував приватну власність, не нападав на кого-небудь і не здійснював шахрайство. Багато лібертаріанців також стверджують, що субсидовані монополії стають корумпованими та неефективними. Мюррей Ротбард стверджував, що всі державні послуги, в тому числі оборонні — неефективні, тому що у них немає ринкового механізму ціноутворення, регульованого добровільними рішеннями споживачів при покупці послуг, які відповідають їхнім потребам, та інвесторів, які забезпечують найбільш прибуткові підприємства. Багато лібертаріанців також стверджують, що приватні охоронні та судові органи повинні мати хорошу репутацію, щоб залишатися на ринку. Крім того, Лінда і Морріс Теннехіли стверджують, що ніяка примусова монополія на насильство не може виникнути на дійсно вільному ринку і що цивільний уряд не може залишити їх на користь компетентного агентства із захисту й оборони.

Ротбард через природні права створив свою філософію, а також дає економічні пояснення того, чому він вважає анархо-капіталізм кращим на прагматичній основі. Девід Д. Фрідман говорить, що він не теоретик абсолютистських прав, але також і не утилітарист. Однак він вважає, що «утилітарні аргументи зазвичай є кращим способом захисту лібертаріанських поглядів». Пітер Лісон стверджує, що «аргумент на користь анархії ґрунтується на емпіричних даних, а не на теорії». Ганс-Герман Гоппе замість цього використовує етику аргументації для свого заснування «анархізму приватної власності», що ближче до підходу природного права Ротбарда:
Я визначаю анархістське суспільство таким, в якому немає законної можливості насильницької агресії проти особистості або власності будь-якої особи. Анархісти виступають проти держави, тому що вона експропріює приватну власність за допомогою оподаткування, примусового виключення інших постачальників оборонних послуг з його території й всі інші пограбування, які на них базуються. Подвійні осередки вторгнення в індивідуальні права. — Мюррей Ротбард, Товариство без держави 
Хоча фрідманівське формулювання анархо-капіталізму стійке до присутності насильства і фактично передбачає певний рівень насилля, анархо-капіталізм, сформульований Ротбардом та іншими, суворо дотримується центральної лібертаріанської аксіоми ненападу:
Основна аксіома лібертаріанської політичної теорії свідчить, що кожна людина є власником і володіє абсолютною юрисдикцією над своїм тілом. По суті, це означає, що ніхто інший не може справедливо вдиратися або застосовувати насильство проти іншої людини. З цього випливає, що кожна людина справедливо володіє тими ресурсами, які раніше нікому не належали і які вона привласнювала або «прикладала до них свою працю». З цих подвійних аксіом — володіння власністю і «гомстеду» — випливає обґрунтування всієї системи прав власності в суспільстві вільного ринку. Ця система встановлює право кожної людини на свою особистість, право пожертвування, заповіту (і, відповідно, право на отримання заповіту або спадщини), а також право договірного обміну майновими правами.
Захист Ротбардом принципу суверенітету особистості випливає з того, що він вважав фальсифікацією всі інші альтернативи, а саме те, що група людей може володіти іншою групою людей, або що жодна людина не може повністю володіти своєю власністю самостійно. Ротбард відхиляє ці два випадки на тій підставі, що вони не можуть привести до універсальної етики, тобто справедливого природного закону, який може управляти всіма людьми, незалежно від місця і часу. Єдина альтернатива, яка вважає істинною Ротбард, — це володіння собою, яке, як він вважає, є аксіоматичним і універсальним.
В цілому, можна сказати, що аксіома ненападу є забороною на застосування сили або загрози застосування сили проти осіб (тобто прямого насильства, напади, вбивства) або майна (тобто шахрайства, крадіжки зі зломом, крадіжки й оподаткування). Застосування сили зазвичай називають агресією або примусом. Різниця між анархо-капіталізмом і мінархізмом полягає в прийнятті цієї аксіоми ідеологічно і на практиці. З точки зору мінархізму лібертаріанці, та більшість людей, залучених в лібертаріанські політичні партії зокрема, повинні виступати за мінімізацію держави до деякого необхідного мінімуму, зберігши принаймні державну поліцію, суди та армію. Список функцій мінімальної держави може бути розширено. Навпаки, анархо-капіталізм ідеологічно відкидає будь-яке державне втручання, визначаючи державу як монополію на насилля та яка має єдину сутність в людському суспільстві — дохід від правової агресії сутність, яка за своєю природою порушує центральну аксіому лібертаріанства.
Деякі лібертаріанці (такі як Ротбард) приймають аксіому про ненапад на основі морального або природного права. Саме з точки зору принципу ненападу Ротбард визначив анархізм як «систему, яка не передбачає ніяких юридичних санкцій за таку агресію проти особи й власності»; і сказав, що «те, що анархізм пропонує зробити, це скасувати державу, тобто скасувати упорядкований інститут агресивного примусу». В інтерв'ю, опублікованому в лібертаріанському журналі «New Banner», Ротбард сказав, що «капіталізм є найповнішим вираженням анархізму, а анархізм — вираженням капіталізму».

### Власність

#### Приватна власність
В основі анархо-капіталізму Ротбарда лежать концепції самоналежності й початкового присвоєння, які об'єднують особисту і приватну власність:
Кожна людина є власником свого фізичного тіла, а також всієї землі й природних ресурсів, які вона займає і використовує для свого тіла, за умови, що ніхто інший не займав і не використав ті ж землі й товари перед ним. Це право власності на «спочатку привласнені» місця і товари людиною, що передбачає використання й перетворення цих місць і товарів у будь-який спосіб, який особа вважатиме за потрібне, тільки за умови, що він ненавмисно не змінює тим самим фізичну цілісність землі й товарів, спочатку привласнених іншим людиною. За висловом Джона Лока земля або товар були вперше присвоєні «додатком своєї праці» до них.
Це основа анархо-капіталістичних прав власності. Вони відрізняються від своїх аналогів з колективістських форм анархізму, таких як анархо-комунізм, де засоби виробництва контролюються всією громадою, а продукт праці
зберігається колективно в сховищі товарів і розподіляється «за потребами» (які повинні визначатися і застосовуватися колективно). Анархо-капіталізм виступає за індивідуальну або спільну (тобто приватну) власність на засоби виробництва і продукти праці незалежно від індивідуальних «потреб» і «непотреб». Як говорив Ротбард, «якщо кожна людина має право володіти своїм тілом і якщо вона повинна використовувати й перетворювати матеріальні природні об'єкти, щоб вижити, то вона має право володіти виробленим ними продуктом». Після того, як власність трансформується за допомогою робочої сили, вона може законно обмінюватися шляхом торгівлі або дарування — примусові передачі вважаються незаконними. Первісне присвоєння дозволяє людині претендувати на будь-які раніше не використані ресурси, включаючи землю, і, покращуючи або іншим чином використовуючи її, володіє нею з тим же «абсолютним правом», що і з правом власності людини на її власне тіло. Згідно з Ротбардом, власність може бути отримана тільки за допомогою праці, тому початкове привласнення землі не є законним, якщо просто вимагати її або якщо звести навколо неї паркан — тільки шляхом використання землі та змішування з нею своєї праці узаконюється початкове привласнення: «Будь-яка спроба вимагати новий ресурс, який хтось не використовує, повинна вважатися паразитичною щодо права власності того, ким буде її перший користувач». З практичної точки зору, анархо-капіталісти визнають, що на Землі залишилося небагато (якщо такі взагалі є) земельних ділянок, право власності на які в певний момент часу не було отримано в порушення принципу гомстеду шляхом «захоплення їх державою або передачі в приватні руки за сприяння держави». Ротбард каже:
Недостатньо просто закликати до захисту «прав приватної власності»; повинна існувати адекватна теорія справедливості стосовно прав власності, інакше будь-яка власність, яку якась держава колись постановила вважати «приватною», тепер повинна захищатися лібертаріанцями, незалежно від того, наскільки несправедливою є процедура або наскільки шкідливі її наслідки.
Ротбард каже в «Правосудді і правах власності», що «будь-який упізнаваний власник (первісна жертва крадіжки або його спадкоємець) повинен отримати свою власність». У разі рабства Ротбард каже, що в багатьох випадках «старі плантації, а також спадкоємці й нащадки колишніх рабів можуть бути ідентифіковані, і репарації можуть стати дійсно дуже специфічними». Він вважає, що раби по праву володіють будь-якою землею, на якій вони були змушені працювати за принципом гомстеду. Якщо власність перебуває в руках держави, Ротбард виступає за її конфіскацію і «повернення в приватний сектор», заявляючи, що «будь-яка власність в руках держави знаходиться в руках злодіїв і повинна бути звільнена якомога швидше». Наприклад, він виступає за те, щоб державні університети перейшли у власність студентів та викладачів за принципом гомстеду. Ротбард також підтримує експропріацію номінально «приватної власності», якщо вона є результатом ініційованої державою компанії, наприклад, підприємств, які отримують гранти та субсидії. Він пропонує, щоб підприємства, які отримують не менше 50 % свого фінансування від держави, були конфісковані їхніми працівниками. Він каже: «Те, проти чого ми, лібертаріанці, виступаємо, це не сама держава, а злочинність, яку ми заперечуємо, це несправедливі або кримінальні права власності. Те, за що ми виступаємо, — це не „приватна“ власність як така, а просто приватна власність — не злочинна». Так само каже і Карл Гесс: «Лібертаріанство просуває принципи власності, але жодним чином не хоче захищати все майно, яке тепер називається приватним […]. Багато що з нього має сумнівний характер. Все це глибоко переплетено з аморальною, примусовою державною системою». Беручи аксіоматичне визначення приватної власності й прав власності, анархо-капіталізм заперечує законність держави в принципі:
Виключаючи будь-яку немислиму діяльність, як-от вбивство, зґвалтування, посягання, пограбування, крадіжка зі зломом, крадіжка і шахрайство, етика приватної власності також несумісна з існуванням держави, що визначається як агентство, яке має обов'язкову територіальну монополію на прийняття остаточного рішення (юрисдикція) та/або право на оподаткування.

#### Громадська власність
Хоча лібертаріанці відстоюють право на приватну власність, деякі з них також зазначають, що загальна, тобто суспільна власність також може існувати в рамках анархо-капіталістичної системи. Так само як індивід набуває те, що йому не належало, змішуючи свою працю з цією річчю, певна група або суспільство можуть прийти до спільного володіння, змішуючи свою працю з ним колективно, тобто таким чином, що ніхто не може привласнити чуже майно. Наприклад: дороги, парки, річки й частини океанів. Анархіст-теоретик Родерік Т. Лонг подає такий приклад:
Розгляньмо село поруч з озером. Селяни зазвичай спускаються до озера, щоб порибалити. У перші дні спільноти важко дістатися до озера через кущі та гілки на шляху. Але з часом шлях очищається і формується дорога — не через будь-які скоординовані зусилля, а просто в результаті того, що люди ходять таким шляхом день у день. Розчищений шлях — це продукт праці, але не праці окремої людини, а праці спільноти. Якби один селянин вирішив скористатися перевагами створеної дороги, встановивши ворота і стягуючи плату за проїзд, він порушив би право колективної власності, яке сільські жителі все разом заробили.
Проте анархо-капіталісти вважають, що власники, які володіють колективним майном, в залежності від їхньої кількості згодом втрачають відповідальність за щось, яка у випадку індивідуальної власності ніколи не зникне, — тому спільні рішення про використання та обслуговування майна стають все менш імовірними (пропорційно кількості власників колективної власності). Тому лібертаріанці, як правило, не довіряють і прагнуть уникати навмисних колективних форм власності. Лібертаріанськими цілями часто є приватизація, децентралізація та індивідуалізація. Однак в деяких випадках вони не тільки створюють проблеми, а й вважаються практично неможливими. Наприклад, встановлені океанські маршрути, як правило, вважаються недоступними для приватних асигнувань.
Лібертаріанці схильні погоджуватися з енвайронменталістами вільного ринку щодо «екологічно руйнівних тенденцій держави та інших суспільних механізмів». Наприклад, забруднення повітря, води й землі розглядається як результат колективізації власності. Вони вважають, що уряди зазвичай не враховують індивідуальну чи колективну догани стосовно тих, хто забруднює навколишнє середовище. В цьому випадку уряди нібито діють в «інтересах більшості», а законодавча й економічна підтримка важкої індустрії на думку багатьох політиків виправдана тим, що це створює робочі місця всередині конкретних політичних кордонів.

### Економіка
Австрійська школа економіки стверджує, що соціалізм і планова економіка нежиттєздатні. Ойґен фон Бем-Баверк, колега засновника австрійської школи Карла Менгера, написав одну з перших критичних статей про соціалізм у своєму трактаті «Теорія експлуатації соціалізму-комунізму». Пізніше Фрідріх фон Гаєк написав «Шлях до кріпацтва» (1944), в якій стверджується, що плановій економіці не вистачає інформаційної функції ринкових цін і що центральна влада над економікою приведе до тоталітаризму. Інший австрійський економіст, Людвіг фон Мізес, який написав трактат «Людська діяльність», розписав в ньому метод «праксеологію».

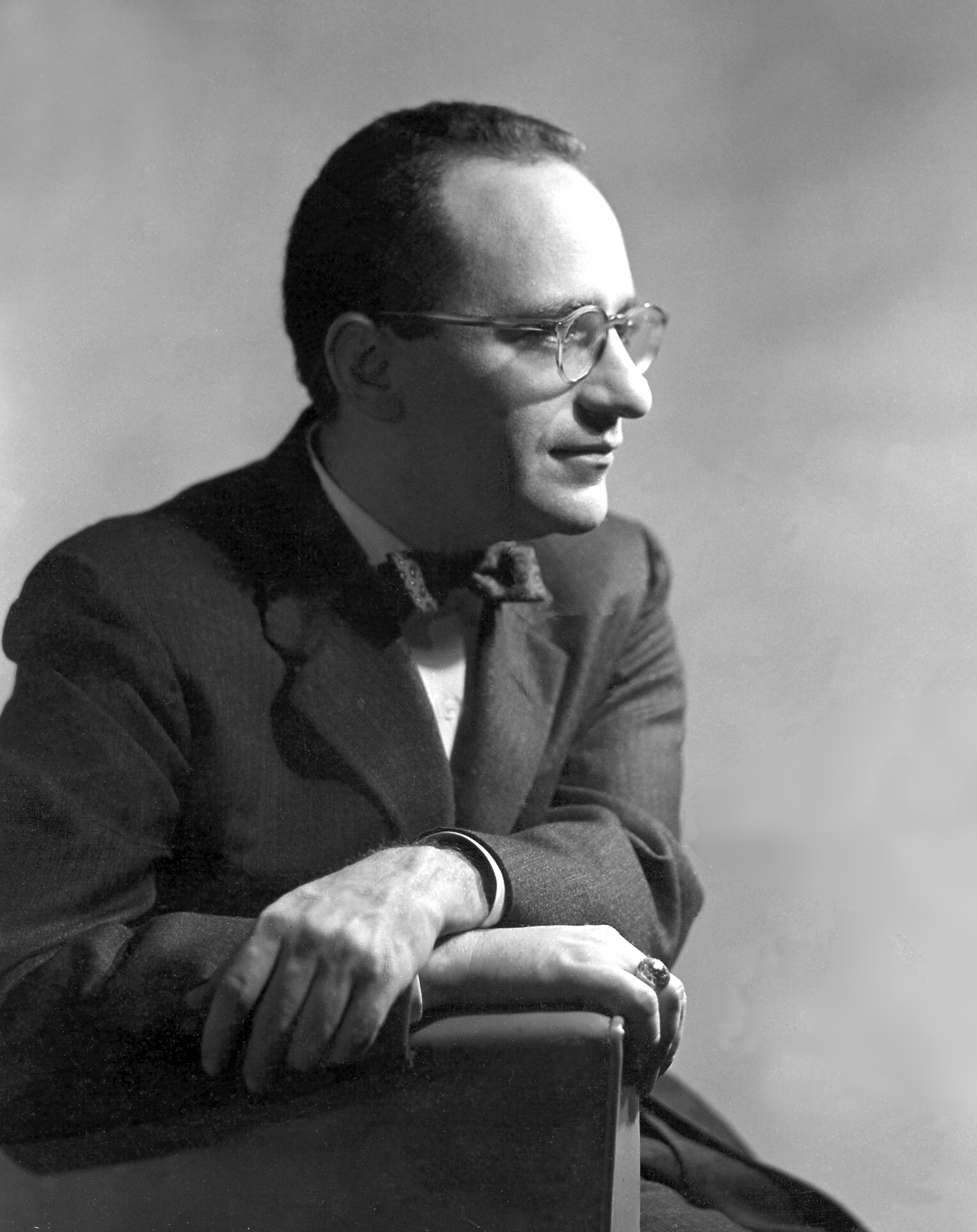
Мюррей Ротбард (1926—1995) придумав поняття «анархо-капіталізм».

Ротбард спробував об'єднати австрійську економічну теорію з класичним лібералізмом і індивідуалістичним анархізмом. Він написав свою першу статтю на захист «анархізму приватної власності» в 1949 році, а потім запропонував альтернативну назву «анархо-капіталізм». Ймовірно, він був першим, хто сформулював лібертаріанство в його нинішньому вигляді. Його академічна підготовка була в області економіки, але його роботи також належать до історії й політичної філософії. Він вважав себе частиною Старих правих, антиетатистського й антиінтервенціоністського відділення Республіканської партії. Наприкінці 1950-х він тісно спілкувався з Айн Ренд, але пізніше між ними стався конфлікт. Коли в 1950-х роках інтервенціоністські прихильники Холодної війни з «National Review», такі як Вільям Френк Баклі-молодший, отримали вплив в Республіканській партії, Ротбард покинув їх і деякий час співпрацював з лівими антивоєнними групами. Він вважав, що ці «солдати Холодної війни» більшою мірою були зобов'язані своїми поглядами лівим і імперіалістично налаштованим прогресивістам, особливо це стосувалося троцькістської теорії. Ротбард виступив проти заснування Лібертаріанської партії США, але приєднався в 1973 році й став одним з її провідних активістів.

### Контрактне суспільство

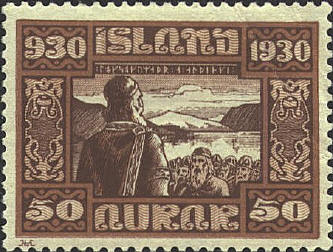
Поштова марка, присвячена тисячолітній річниці ісландського парламенту. Відповідно до теорії економіста Девіда Д. Фрідмана, середньовічне ісландське суспільство мало деякі риси анархо-капіталізму: вожді могли бути найняті та звільнені, не мали географічної монополії на застосування легітимного насильства або судові повноваження; люди могли добровільно вибрати членство в клані будь-якого вождя.

Суспільство при анархо-капіталізмі було названо «контрактним суспільством», тобто «суспільством, заснованим виключно на добровільних засадах, повністю позбавлених агресії або загроз агресії», в якому система спирається на добровільні угоди (контракти) між фізичними особами як правової бази. Важко передбачити точно, як будуть виглядати особливості цього суспільства через деталі та складність контрактів.
Одним з конкретних наслідків є те, що передача майна і послуг повинна розглядатися добровільно з боку обох сторін. Ніякі зовнішні об'єкти не можуть змусити людину прийняти або відхилити певну транзакцію. Один роботодавець може запропонувати страхування і допомоги в разі смерті одностатевим парам — інший може відмовитися визнати будь-який союз поза ним або її власної віри. Фізичні особи можуть на свій розсуд укладати або відхиляти договірні угоди.
Ротбард зазначає, що корпорації будуть існувати у вільному суспільстві, оскільки вони просто об'єднують капітал. Він каже, що обмежена відповідальність для корпорацій може також існувати через контракти: "Корпорації зовсім не мають монопольних привілеїв, вони є вільними асоціаціями окремих осіб, які об'єднують свій капітал. В рамках дійсно вільного ринку такі люди просто оголошують своїм кредиторам, що «їхня відповідальність обмежена капіталом, спеціально вкладеним в корпорацію». Проте корпорації, створені таким чином, не зможуть відтворити обмеження на зобов'язання, що виникають в неконтрактному порядку, наприклад: відповідальність за екологічні катастрофи або тілесні ушкодження, якими в цей час користуються корпорації. Сам Ротбард визнає, що «обмежена відповідальність за правопорушення є незаконним привласненням особливого привілею».
У деяких інтерпретаціях анархо-капіталізму існують обмеження на право укладення контрактів. Сам Ротбард стверджує, що право на укладення контракту засноване на невід'ємних правах людини, і тому будь-який договір, який побічно порушує ці права, може бути розірваний за бажанням. Це, наприклад, не дозволить людині назавжди продати себе в рабство в невстановленому порядку. Інші тлумачення роблять висновок, що заборона таких контрактів сам по собі буде неприпустимо агресивним втручанням в право на укладення контракту.
До складу контрактного права входить можливість наймати інших людей. На відміну від анархо-комунізму, анархо-капіталізм підтримує свободу індивідуумів займатися власною трудовою діяльністю або укладати контракти на роботу на інших людей, в залежності від того, що вони вважають за краще, і свободу платити й отримувати заробітну плату. Деякі лібертаріанці воліють, щоб самозайнятість переважала над найманою працею. Наприклад, Девід Д. Фрідман висловив перевагу суспільству, в якому «майже кожен самозайнятий» і в якому «замість корпорацій існують великі групи підприємців, пов'язаних торгівлею, а не владою. Кожен продає не свій час, а виробляє його». Інші, такі як Ротбард, не надають перевагу в будь-якому випадку, але виправдовують зайнятість як природне явище на вільному ринку, яка жодним чином не є аморальною.

### Закон, порядок і застосування насильства
Різні лібертаріанці пропонують різні форми анархо-капіталізму, і одна з розбіжностей полягає у сфері права. У «Ринку свободи» Морріса і Лінди Теннехілів заперечують будь-який статутний закон. Вони стверджують, що все, що потрібно зробити, це дізнатися, чи був здійснений акт агресії (див. делікт і контрактне право), щоб вирішити, чи є дія правильною або неправильною. Однак, підтримуючи також природну заборону на агресію і шахрайство, Ротбард підтримує створення взаємно погодженого централізованого лібертаріанського правового кодексу, якого зобов'язуються дотримуватися приватні суди.
На відміну від Таннехілів і Ротбарда, які розглядають ідеологічну спільність етики й моралі як вимогу, Девід Д. Фрідман пропонує, що «системи права будуть створюватися для отримання прибутку на відкритому ринку, так само як книги та бюстгальтери виробляються сьогодні. Може бути конкуренція між різними брендами права, так само як існує конкуренція між різними марками автомобілів». Фрідман говорить, що треба довести чи призведе це до лібертаріанського товариства. Він каже, що є ймовірність, що можуть з'явитися дуже не лібертаріанські закони, як-от закони проти наркотиків, але він вважає, що таких прецедентів буде небагато. Він вважає, що «якщо цінність закону для його прихильників менша за його вартість для жертв, то цей закон не виживе в анархо-капіталістичному суспільстві».
Лібертаріанці допускають колективний захист індивідуальної свободи (тобто суди, армію, або поліцію) тільки в тому випадку, якщо такі групи створюються й оплачуються на добровільній основі. Однак їхня претензія полягає не тільки в тому, що оборонні послуги держави фінансуються шляхом оподаткування, але і в тому, що держава передбачає, що воно є єдиним законним практиком застосування фізичного насильства, тобто воно примусово перешкоджає приватному сектору в забезпеченні комплексної безпеки, такий як поліція, судова і тюремна системи для захисту особистості від агресорів. Лібертаріанці вважають, що немає нічого морально вищого в державі, яке дало б йому, але не приватним особам, право застосовувати фізичну силу для стримування агресорів. Якби конкуренція в забезпеченні безпеки була дозволена, ціни були б нижчими, а послуги були б краще. За словами Молінарі: «При вільному режимі природна організація індустрії безпеки не буде відрізнятися від інших галузей». Прихильники анархо-капіталізму вважають, що приватні системи правосуддя й оборони вже існують, природно формуючись там, де ринку дозволено компенсувати фіаско держави: приватний арбітраж, охоронці, групи спостереження за сусідами й так далі.
Захист тих, хто не може заплатити за нього, міг би фінансуватися зі спільної самодопомоги груп осіб або благодійними організаціями, які використовують на добровільні пожертвування, а не державними установами, що покладаються на примусове оподаткування.
Лібертаріанці вважають, що аброгація, яка дозволяє агресорам фінансувати відшкодування збитків, знижує витрати на страхування і може діяти бізнес, перетворюючи жертв з платних клієнтів в прямих бенефіціарів. Концепція перекладу і відшкодування реституції (RTR) була досліджена теоретиком freenation Джоном Фредеріком Косанке. Агентства будуть наймати бондингові фірми, приватних слідчих, приватні організації з вирішення суперечок та приватні агентства зі стримування агресорів за потреби. Замість того, щоб платити за реституцію, жертви продавали б права на реституцію агентствам. Все це можна порівняти з контрактним характером системи Goðorð, використовуваної в Ісландській Вільній державі вождями, що конкурують між собою.
Едвард Стрінгхем стверджує, що приватний розгляд суперечок може дозволити ринку засвоїти зовнішні фактори й надавати послуги, які бажають клієнти.

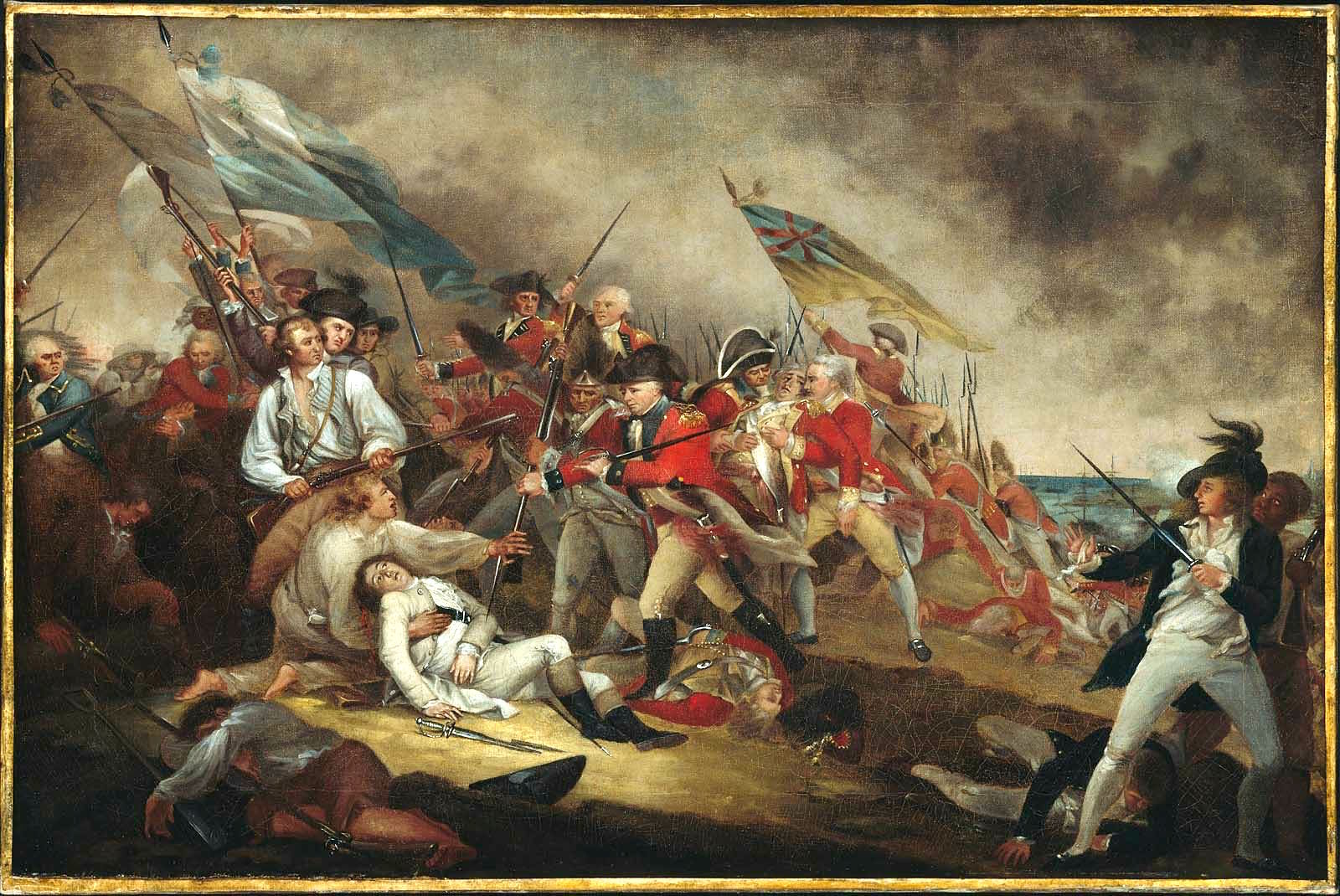
Мюррей Ротбард захоплювався американською революцією і вважав, що це єдина війна в США, яка може бути виправдана.

Як класичний лібералізм і на відміну від анархо-пацифізму, анархо-капіталізм допускає застосування сили до тих пір, поки вона використовується для захисту людей або майна. Допустимою мірою цього застосування сили є спірним моментом серед лібертаріанців. Справедлива відплата, що означає відповідну силу, часто є складовою частиною договорів, передбачуваних для анархо-капіталістичного суспільства. Деякі вважають, що в'язниці або боргові кабали були б виправданими заходами для тих, хто порушує недоторканність чужого життя і власності, в той час, як інші вважають, що вигнання або примусової реституції цілком достатньо.
Брюс Бенсон стверджує, що юридичні кодекси можуть накладати штрафні санкції за умисні правопорушення в інтересах запобігання злочинів. Наприклад, злодій, який вдерся в будинок, зламав замок і був спійманий до того, як що-небудь зробити, все одно повинен відшкодувати збиток потерпілому за порушення недоторканності його прав власності. Бенсон вважає, що, попри відсутність об'єктивних вимірювань втрат в таких випадках, «стандартизовані правила, які зазвичай сприймаються членами спільноти як справедливі, цілком ймовірно, будуть встановлюватися за допомогою прецеденту, дозволяючи в судженнях вказувати платежі, які є прийнятними для більшості кримінальних злочинів». Лінда і Морріс Таннехіли наводять аналогічний приклад, зазначаючи, що грабіжник банку, який розкаявся і повернув гроші, все ще повинен виплатити компенсацію за загрозу життю і безпеці співробітників та клієнтів, а також охоронному агентству, яке викликав касир. Грабіжник також втратив би значну частину репутації. Спеціалізовані компанії можуть перераховувати агресорів, щоб будь-хто перед тим, що укласти угоду з людиною, міг спочатку перевірити її досьє. Введення спільних справ з цим грабіжником було б ризиком, а інші фірми не захотіли б укладати з ним контракти.
Одним зі складних застосувань оборонного насильства є акт революційного насильства (включаючи лібертаріанську революцію) проти тиранічних режимів. Багато лібертаріанців захоплюються американською революцією як «законним актом людей, які працюють разом, щоб боротися проти тиранічних обмежень їхніх свобод». Фактично, згідно з Ротбардом, американська революція була єдиною війною за участю Сполучених Штатів, яка могла бути виправдана. Деякі лібертаріанці, такі як Семюель Едвард Конкін Третій, вважають, що насильницька революція є контрпродуктивною, і вважають за краще добровільні форми економічної сецесії, наскільки це можливо.

## Гілки анархо-капіталізму
Два основних моральних підходів до анархо-капіталізму розрізняються стосовно того, чи виправдане анархо-капіталістичне суспільство деонтологічною або консеквенціальною етиками, або і тією, і іншою. Природно-правовий анархо-капіталізм (який відстоював Ротбард) вважає, що універсальна система прав може бути утворена з природного права. Деякі інші анархо-капіталісти не покладаються на ідею природних прав, але замість цього представляють економічні обґрунтування для капіталістичного суспільства вільного ринку. Такий останній підхід був запропонований Девідом Д. Фрідманом в «Механіці свободи». На відміну від інших анархо-капіталістів (а особливо Ротбарда) Фрідман ніколи не намагався заперечувати теоретичну переконливість неокласичної літератури про «фіаско ринку», але відкрито застосовував теорію як до ринкових, так і до державних інституцій (див. фіаско держави) для порівняння чистого результату. При цьому він не був схильний критикувати економічну ефективність як нормативний орієнтир.
Косанке вважає таку дискусію недоречною, оскільки за відсутності статутного права принцип ненападу природним чином застосовується, бо окремі особи автоматично залучаються до відповідальності за свої дії за допомогою деліктного і контрактного прав. Спільноти суверенних осіб, природно, виганяють агресорів так само, як етичні методи ведення бізнесу, природно, необхідні конкурентним підприємствам, які підкоряються дисципліні ринку. На його думку, єдине, що необхідно обговорити, це характер договірного механізму, який скасовує держава або перешкоджає його виникненню там, де формуються нові спільноти.

## Анархо-капіталізм і інші анархістські школи
Як у своїх колективістських, так і в індивідуалістичних формах анархізм зазвичай вважається радикальною лівою і антикапіталістичною ідеологією, яка підтримує соціалістичні економічні теорії, такі як комунізм, синдикалізм і мютюелізм. Класичні анархісти вважають, що капіталізм несумісний з соціальною та економічною рівностями, і тому не визнають анархо-капіталізм як анархістську школу думки. Зокрема, вони стверджують, що капіталістичні операції не є добровільними та що підтримка класової структури капіталістичного суспільства вимагає примусу, яке несумісне з анархістським суспільством.
Мюррей Ротбард стверджує, що сучасна капіталістична система дійсно не є належним чином анархічною, тому що вона часто вступає в змову з державою. За словами Ротбарда, «те, що зробили Маркс та інші автори, — це об'єднання двох надзвичайно різних і навіть суперечливих концепцій і дій в рамках одного портманто-терміна. Ці дві суперечливі концепції — це те, що я б назвав капіталізмом вільного ринку, з одного боку і державний капіталізм з іншого». «Різниця між ринковим капіталізмом і державним капіталізмом, — пише Ротбард, — якраз і є різниця між, з одного боку, мирним і добровільним обміном, а з іншого — насильницькою експропріацією». Він продовжує: «Державний капіталізм неминуче створює всілякі проблеми, які стають нерозв'язними». Попри заяви Ротбарда, марксисти роблять відмінність між капіталізмом вільного ринку і державним. Термін «державний капіталізм» був вперше використаний марксистським політиком Вільгельмом Лібкнехтом в 1896 році і Фрідріхом Енгельсом, який говорив про капіталізм з державною власністю як про одну з форм капіталізму.
Ротбард стверджує, що анархо-капіталізм є єдиною істинною формою анархізму, яка могла б існувати в реальності, оскільки він стверджує, що будь-яка інша форма передбачає авторитарний примус до політичної ідеології, як-от «перерозподіл приватної власності». Згідно з цим аргументом, вільний ринок — це просто природна ситуація, яка виникає в результаті звільнення людей від примусової влади й тягне за собою створення всіх громадських об'єднань, таких як кооперативи, некомерційні організації, підприємства і так далі.
Більш того, лібертаріанці стверджують, що для застосування лівих анархічних ідеалів потрібен якийсь авторитарний орган для їхнього нав'язування. Ґрунтуючись на їхньому розумінні анархізму, щоб примусово запобігти накопиченню приватного капіталу людьми обов'язково треба буде якась організація перерозподілу, яка матиме повноваження стягувати податок і перерозподіляти отримані ресурси для більшої групи людей. Вони приходять до висновку, що цей орган за своєю природою буде мати політичну владу і буде ні чим іншим, як державою. Різниця між такою домовленістю й анархо-капіталістичною системою полягає в тому, що анархо-капіталісти вважають добровільну природу організації всередині анархо-капіталізму, яка контрастує з централізованою ідеологією і парним виконавчим механізмом, який, на їхню думку, був би необхідним в егалітарно-анархістській системі. З іншого боку, класичні анархісти стверджують, що держава просто необхідна для підтримки недоторканності приватної власності та функціонування капіталізму.
Однак Ротбард також написав опубліковану посмертно статтю під назвою «Чи є лібертаріанці „анархістами“?», в якій він простежив етимологічні коріння анархістської філософії, в кінцевому підсумку вирішив, що «всі нинішні анархісти є ірраціональними колективістами й тому знаходяться на протилежних полюсах з нашою позицією. Що жодна з проголошених анархістських груп не відповідає лібертаріанському положенню, що навіть найкращі з них мають нереалістичні й соціалістичні елементи у своїх доктринах». Крім того, він сказав: «Тому ми повинні зробити висновок, що ми не анархісти й що ті, хто називає нас анархістами, не мають міцної етимологічної основи. З іншого боку, очевидно, що ми не є архістами: ми не віримо в створення ефективної тиранічної центральної влади, яка може тримати все під своїм контролем силовими або несиловими методами. Можливо, тоді ми могли б назвати себе новим ім'ям: неархіст».
Представники деяких анархічних рухів кажуть, що анархо-капіталізм не анархізм, стверджуючи, що традиційно анархізм склався як антикапіталістичні вчення. Вважається, що такі основоположники анархізму як Вільям Ґодвін і П'єр Жозеф Прудон виступали проти власності на засоби виробництва і проти капіталізму. Однак визначення термінів у анархістів XIX в. як правило різняться від автора до автора і ще не мають сталої традиції вживання, іноді змінюючись від роботи до роботи в одного і того ж автора. Зокрема, саме Прудоном висунуте наступне гасло: «Необхідно знищити власність і збережіть володіння!» Під правом володіння Прудон мав на увазі узуфрукт (право на користування чужим майном), право узуфруктуарія виключало право успадкування, грошовий капітал не міг бути предметом узуфрукту. Звідси й особлива природа грошового капіталу.
Інститут успадкування розглядався Прудоном як наслідок інституту власності. Інститут успадкування регулював відносини з передачі майна внаслідок смерті власника за ознаками спорідненості, а також його поділу між членами його сім'ї. Таке майно передається особі на праві узуфруктарія (користувача майна). Мансипація — розвиток інституту власності. З антикапіталістичного пафосу Прудона не заперечується приватна власність, автор пояснює досить вагомі відмінності між «власністю» і «володінням». Крім того, позиція Прудона щодо власності зазнавала значних змін. Прудон — противник капіталізму, але не менш пристрасно виступав і проти комунізму. Його сучасні послідовники визначають себе як «антикапіталістів вільного ринку» (англ. Free market anti-capitalist). Різкі виступи проти комунізму відомі й з боку інших відомих анархістів — наприклад, Макса Штірнера, Бенджаміна Такера, Михайла Бакуніна, Олексія Борового і Лева Чорного. Таким чином, уявлення про антикапіталістичну спрямованість анархізму, в сенсі заперечення реально наявного капіталізму, не завжди носять прокомуністичний і антиринковий характер.
Ще однією розповсюдженою причиною відмови для анархо-капіталізму в належності до анархічних рухів є входження анархо-капіталістів до складу парламентаристських партій (наприклад, Лібертаріанська партія США). Однак анархо-капіталісти можуть поділяти й антипарламентаристські ідеї традиційного європейського анархізму (волюнтаристи, агористи). Такі відомі антикапіталістичні анархісти XIX століття, як П'єр-Жозеф Прудон або Альберт Лібертад також висували кандидатури й обиралися в органи місцевого самоврядування, так само як і теоретик платформістського напряму комуністичного анархізму Жорж Фонтейні в середині 20-го століття. Таким чином, парламентаристська діяльність не є специфічною для представників анархо-капіталізму.

## Історія

### Класичний лібералізм
Класичний лібералізм має першорядний вплив на анархо-капіталістичну теорію. З того часу, як Джон Лок вперше виклав ліберальну філософію, у класичних лібералів були дві основні теми: людська свобода й обмеження державної влади. Свобода людини виражалася в природних праваї, в той час, як обмеження держави ґрунтувалося (для Лока) на теорії згоди.
У XIX столітті класичні ліберали стали основними ворогами етатизму. Одним з примітних авторів був Фредерік Бастіа (Закон), який писав: «Держава — це велика фікція, за допомогою якої кожен прагне жити коштом всіх інших». Генрі Девід Торо писав: «Я від щирого серця приймаю девіз: „Кращий уряд той, який править якнайменше, — і хотів би, щоб цей девіз здійснювався швидше і більш систематично. Здійснений, він зводиться врешті-решт — і за це я теж стою — до девізу: Кращий уряд той, який не править зовсім, а коли люди будуть до цього готові, то саме такі уряди в них і будуть“».
Перші ліберали вважали, що держава повинна обмежуватися роллю захисту свободи та власності, і виступали проти всього, крім базових економічних правил. «Нормативним ядром» класичного лібералізму є ідея про те, що в умовах невтручання виникає спонтанний порядок співпраці в обміні товарами й послугами, який задовольняє потреби людей. Деякі індивідуалісти вирішили, що ліберальна держава сама насильно забирає власність через оподаткування, щоб фінансувати свої послуги із захисту, і тому здавалося б логічно непослідовним протистояти розкраданню, водночас підтримуючи захисника, який фінансується податком. Таким чином, вони захищали те, що можна розглядати як радикальний класичний лібералізм, що підтримує тільки добровільно фінансовану оборону конкурентних приватних постачальників. Одним з перших лібералів, який обговорював можливість приватизації захисту індивідуальної свободи й власності, був француз Якоб Мовійон в XVIII столітті. У 1840-х роках Юліус Фоше і Густав де Молінарі виступали за те ж саме.
У своєму есе «Виробництво безпеки» Молінарі стверджував: «Жоден уряд не повинен мати права заважати іншому уряду вступати з ним в конкуренцію або вимагати, щоб споживачі безпеки приходили виключно до нього за цим товаром». Молінарі й цей новий тип антиетатистських лібералів ґрунтували свої аргументи на ліберальних ідеалах і класичній економіці. Історик і лібертаріанець Ральф Райко стверджує, що те, що «придумали» ці ліберальні філософи, було формою індивідуалістичного анархізму або, як його сьогодні називають, анархо-капіталізму чи ринкового анархізму. На відміну від лібералізму Лока, який вважав, що держава розвивається з товариства, антиетатистські ліберали бачили фундаментальний конфлікт між добровільною взаємодією людей (тобто суспільством) та інститутами агресії (тобто державою). Ідея «суспільство проти держави» була виражена різними способами: природне суспільство проти штучного суспільства, свобода проти влади, суспільство контракту проти суспільства влади й індустріальне суспільство проти войовничого суспільства, і це лише деякі з них. Антиетатистська ліберальна традиція в Європі й США продовжилася після Молінарі в ранніх роботах Герберта Спенсера, а також у таких мислителів, як Поль де Пйодт і Оберон Герберт.
На початку XX століття мантію антиетатистського лібералізму перейняли «старі праві». Це були антимілітаристи, антиімперіалісти і (пізніше) противники Нового курсу. Деякими з найбільш помітних членів «старих правих» були Альберт Джей Нок, Роуз Вайлдер Лейн, Ізабель Патерсон, Френк Ходоров, Гарет Гарретт і Генрі Менкен. У 1950-х роках з'явився новий «об'єднаний консерватизм», також званий «консерватизмом Холодної війни „, який використовували праві у Сполучених Штатах, що підкреслював антикомунізм. Це спонукало лібертаріанський рух старих правих відокремитися від правих і шукати альянси з (тепер лівим) антивоєнним рухом, і почати створювати лібертаріанські організації, наприклад Лібертаріанську партію.

### Індивідуалістичний анархізм XIX століття в США

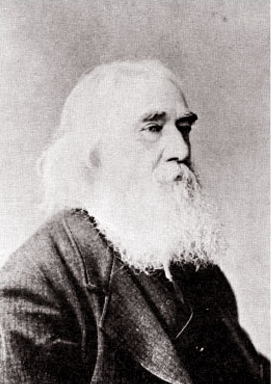
Американські індивідуалістичні анархісти, наприклад Лізандер Спунер (1808—1887), дуже повпливали на формування анархо-капіталізму.

На Ротбарда вплинули роботи американських індивідуалістичних анархістів XIX століття(на яких також вплинув класичний лібералізм). Взимку 1949 року, під впливом кількох анархістів-індивідуалістів XIX століття, Ротбард вирішив відмовитися від мінімального державного втручання і прийняти індивідуалістичний анархізм. У 1965 році він сказав: «Лізандер Спунер і Бенджамін Р. Такер були неперевершеними політичними філософами, і сьогодні немає нічого більш необхідного, ніж відродження і розвиток значною мірою забутої спадщини, яку вони залишили політичній філософії». Він вважав, що вони помилково розуміли економіку, оскільки індивідуалісти XIX століття під впливом класичних економістів керувалися трудовою теорією вартості, а Ротбард належав до австрійської школи, яка не згідна з трудовою теорією вартості. Він прагнув поєднати захист американських індивідуалістів XIX століття вільного ринку і приватний захист з принципами австрійської економіки: «В тілі думки, відомої як „австрійська економіка“, є наукове пояснення роботи вільного ринку і наслідків втручання уряду на цей ринок, які індивідуалістичні анархісти можуть легко включити у свій політичний і соціальний світогляди». Він вважав, що економічні наслідки політичної системи, яку вони захищають, не приведуть до економіки, в якій людям будуть платити пропорційно до праці, і при цьому прибуток та відсотки не зникнуть, як очікували анархо-індивідуалісти. Такер вважав, що нерегульований банківський і фінансовий випуск викличе збільшення грошової маси, тому процентні ставки впадуть до нуля або наблизяться до нього.
Ротбард не погодився з цим в «Доктрині Спунера-Такера: погляд економіста». Він каже, що, по-перше, Такер помилявся, вважаючи, що це призведе до збільшення грошової маси, тому що грошова маса на вільному ринку буде саморегульованою. Якби це було не так, то виникла б інфляція, тому не завжди бажано збільшувати грошову масу. По-друге, він говорить, що Такер помилково вважає, що інтерес зникне незалежно від того, що люди в цілому не захочуть давати свої гроші іншим без компенсації, тому немає причин, за якими це могло б змінитися тільки тому, що банківська справа була нерегульованою. Такер дотримувався трудової теорії вартості, і в результаті він думав, що на вільному ринку людям будуть платити пропорційно тому, скільки праці вони доклали й що, якщо вони не будуть зайняті, траплятимуться випадки експлуатації або «лихварства». Як він пояснює в Державному соціалізмі та анархізмі, його теорія полягала в тому, що нерегульована банківська діяльність призведе до того, що буде доступно більше грошей, і що це дозволить створити нові підприємства, що, своєю чергою, підвищить попит на робочу силу. Це привело його до думки, що трудова теорія вартості буде виправдана, і рівні трудові ресурси отримають рівну оплату. Бувши економістом АЕШ, Ротбард не погоджувався з теорією праці й вважав, що ціни на товари та послуги пропорційні граничній корисності, а не кількості робочої сили на вільному ринку. Він не думав, що в людях, які отримують дохід, є щось експлуататорське в залежності від того, скільки покупці їхніх послуг цінують свою працю або що виробляє цю працю.
Особливе значення для анархо-капіталістів, Такера і Спунера, мають ідеї «суверенітету особистості», ринкова економіка й опозиція колективізму. Визначальним моментом, з яким вони згодні, є той, що захист свободи та власності повинні забезпечуватися на вільному ринку, а не державою. Такер вважав, що "Захист — це теж послуга, яка нічим не відрізняється від інших послуг, а надання послуг захисту в рівній мірі корисна і потрібна професія, і, отже, їх кругообіг можна повною мірою розглядати в контексті ринкового закону попиту і пропозиції. У цьому сенсі в рамках вільного ринку товар «захисту» буде продаватися за собівартістю виробництва, тому конкурентна перевага і переваги клієнтів дістануться тим, хто забезпечує кращу якість наданої продукції за найнижчою ціною. Тобто, ми можемо стверджувати, що виробництво і продаж цього товару (послуги) монополізовані державою, яка встановлює непомірні ціни.

## Модель вільного суспільства
З точки зору анархо-капіталізму у вільному суспільстві правоохоронні, судові та інші послуги забезпечення безпеки повинні надаватися на вільному ринку, в рамках конкуренції між постачальниками цих послуг і вибиратися та фінансуватися споживачами в добровільному порядку, а не централізовано за допомогою «конфіскаційного» оподаткування. Гроші, поряд з усіма іншими товарами й послугами, повинні надаватися в приватному порядку і на конкурентній основі на відкритому ринку. Отже, особиста та економічна діяльність в умовах анархо-капіталізму повинна регулюватися безпосередньо жертвами і їхніми безпосередньо обраними агентами через ринкові організації з врегулювання суперечок в рамках контракту, а не за законом через централізовано визначане покарання при політичній монополії, яка провокує корупцію через колективізацію власності й спотворення ринкових умов.
Регулювання бізнесу, таке як корпоративні стандарти, зв'язки з громадськістю, маркування продукції, правила захисту прав споживачів, етика і трудові відносини, повинні регулюватися добровільно через використання конкурентних торгових асоціацій, професійних товариств і органів зі стандартизації; теоретично це забезпечило б ринковий доступ до рішень підприємств і дозволило б ринку ефективно взаємодіяти з підприємствами за допомогою споживчих спілок замість централізованих нормативних мандатів для компаній, які нав'язуються державою, які, як стверджують лібертаріанці, неефективні через регулятивне захоплення.

## Історичні прецеденти
Деякі лібертаріанці вважають, що можна навести декілька історичних товариств, близьких до анархо-капіталізму.

### Вільні міста середньовічної Європи
Економіст і лібертаріанець Браян Каплан вважає, що ми можемо розглядати вільні міста середньовічної Європи як приклад бездержавних або практично бездержавних товариств:
"Приклад політичного устрою вільних міст середньовічної Європи надихнув анархістів усіх напрямів. Бувши першими вільними ланками в ланцюзі феодалізму, ці міста стали центрами економічного розвитку, торгівлі, мистецтва і культури в Європі. Вони були притулками для селян-кріпаків, які таким чином могли за законом знайти свободу, якщо їх не спіймали протягом року та одного дня. Ці суспільства також були прикладом того, як люди можуть самостійно створювати й об'єднуватися в асоціації правозахисного, страхового та громадського спрямування. Звичайно ж, ліві анархісти та анархо-капіталісти по-різному дивляться на приклад вільних міст: ліві підкреслюють комуністичні й егалітарні аспекти в устрої вільних міст, тоді як праві вказують на практично нерегульований вільний ринок і стихійний порядок.

### Середньовічна Ісландія

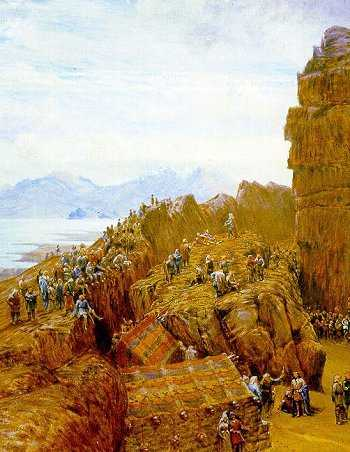
Інтерпретація Альтингу, створена
в XIX столітті, в Ісландській Вільній державі, яка, на думку авторів на кшталт Девіда Д. Фрідмана і Родеріка Лонга була схожа певною мірою на анархо-капіталістичне суспільство.

Лібертаріанський ідеолог Д. Фрідман вважав, що «Середньовічні ісландські інститути відрізняються в певному сенсі своєрідними та цікавими особливостями. Вони цілком могли бути результатом фантазії божевільного економіста, який вирішив перевірити, чи можуть ринкові системи витіснити державу в її основоположних функціях». Не називаючи ісландське суспільство в повному сенсі анархо-капіталістичним, Фрідман вважає, що правова система Ісландської Вільної держави дуже близька до анархо-капіталістичної, оскільки, не дивлячись на те, що в той час існувала єдина законодавча система, сама правозастосовна практика носила виключно приватний і в певному сенсі капіталістичний характер. Таким чином, це може служити прикладом того, як анархо-капіталістичне суспільство може функціонувати. «Навіть в тих випадках, коли в рамках ісландської правової системи розглядалося публічне „правопорушення“, розгляд відбувався шляхом надання певному індивіду (в деяких ситуаціях він обирався за жеребом серед причетних до судочинства людей) прав вести справу і стягувати штрафи, таким чином перетворюючи процес в де-факто приватний третейський розгляд». Коментуючи ісландський політичний устрій, лібертаріанець Родерік Лонг зазначає:
"Керування правовою системою (тією мірою, в якій воно існувало) знаходилося у сфері компетенції парламенту, що складається з приблизно 40 офіцерів, яких історики часто некоректно називають «вождями». У цього парламенту не було бюджету або співробітників: він збирався тільки на 2 тижні в рік. Крім цього обов'язку, на вождів також була покладена відповідальність за призначення суддів і збереження миру в їхній місцевості. Де-факто, за виконання цих обов'язків вожді отримували винагороду від їхніх жителів. Виконували судові рішення здебільшого ті, хто переміг в суді (звідси й репутація Ісландії як країни нескінченної приватної ворожнечі), але потерпілі, які були недостатньо сильні для виплати компенсації своїми силами, могли продати свої судові постанови про компенсацію комусь могутнішому, наприклад вождю. Таким чином, навіть бідні, слабкі й самотні люди не ставали безвідповідальними жертвами. Тобто, основою політичної влади вождя була його репутація. Посада вождя була приватною власністю і могла бути куплена або продана, отже, вождями зазвичай ставали економічно-успішні люди. Але одного цього було недостатньо. Як зазначає історик і економіст Біргір Солвасон у своєму надзвичайно професійному дослідженні того періоду, «сама по собі покупка титулу вождя не була гарантією влади». Сам титул був практично марним, якщо вождь не міг «переконати вільних землеробів йти за ним». Влада вождів була залучена не на певні території, а на людей, які погоджувалися визнати їхній авторитет. Таким чином, вождь повинен був конкурувати за клієнтів з іншими вождями з тієї ж географічної області.
Система вільного контракту між фермерами й вождями опинилася під загрозою під час експансії норвезьких королів, що почалася приблизно з 1000 р. н. е., в рамках чого ісландці були змушені прийняти християнство як національну релігію, що спричинило встановлення обов'язкового церковного податку в 1096-му році. Податок виплачувався місцевому вождю, який володів церковним двором. Лонг вважає, що це давало несправедливу перевагу деяким вождям, яким тепер було необов'язково спиратися на добровільну підтримку своїх клієнтів для забезпечення своїх доходів. Поступово це привело до концентрації влади в руках декількох успішних вождів, що дозволило їм покласти край конкуренції й встановити монополію. Попри те, що Вільна держава була політично стабільною протягом 3-х століть (тобто, довше, ніж будь-яка демократія) її декаданс, на думку Лонга, був викликаний не «надлишком приватизації, а навпаки — її недоліком». Він зазначає:
«Вільна Держава зазнала краху не через надлишок приватизації, а скоріше через її нестачу. Церковна десятина (а особливо та її частина, яка виділялася на утримання церковних дворів) була монопольним і неконкурентним елементом системи. Своєю чергою введення цієї десятини було викликано іншим позаринковим неконкурентним елементом: встановленням офіційної державної церкви, яку юридично були зобов'язані підтримувати абсолютно всі. Крім того, покупка титулів вождями мало б що дала в контексті вільного доступу до цієї професії. Але замість цього кількість постів вождів регулювалося законом, і створення нових титулів було можливим виключно за згодою парламенту, тобто — зі схвалення вже наявних вождів, які, зрозуміло, не прагнули заохочувати конкурентів і конкуренцію як таку. Таким чином, до колапсу Вільної Держави привели саме ті аспекти суспільного життя, які були меншою мірою приватизовані і більшою мірою пов'язані з чимось державним, тоді як саме „анархо-капіталістичні“ аспекти ісландського суспільства затримали та відстрочили цей декаданс на 3 століття».

### Американський Старий Захід
Згідно з дослідженням Террі Л. Андерсона і П. Д. Гілла, Старий Захід в США в проміжку між 1830 і 1900 був схожий на анархо-капіталістичне суспільство в тому, що «приватні агентства створювали основу функціонування впорядкованого суспільства, в рамках якого права власності були захищені, а конфлікти врегульовані». Вони вважають, що поширеною міфом про Старий Захід є те, що він був хаотичним і не вказує на існування сильних інститутів приватної власності. Оскільки поселенці не претендували на західні землі відповідно до федеральних законів, щоб заповнити цю порожнечу виникали різного роду нелегальні організації. Бенсон пояснює:
«Земельні клуби й асоціації з приватизації засновували свої власні контрактні системи, в рамках яких викладалися закони, що регулюють визначення і захист прав власності на землю. Вони встановлювали порядок реєстрації претензій на землю, а також порядок захисту цих претензій від сторонніх, дозволяли та врегульовували внутрішні суперечки й позови. Ці домовленості про взаємний захист діяли тільки в тому випадку, якщо член цієї асоціації вступив в неї, підтримуючи її юрисдикцію, чесно дотримувався її правил і законів, підкорявся рішенням її суду. Ті, хто відмовлялися, піддавалися громадському вигнанню. Це передбачало те, що члени клубу й асоціації не надавали тому, хто провинився, ніякої підтримки в тому випадку, якщо у нього виникали будь-які конфлікти. Тобто, при захисті від агресії він міг розраховувати тільки на свої сили».
Андерсон пише: «Визначаючи анархо-капіталізм як суспільство з мінімальною державою, з системою прав власності, що з'явилася і розвивається „знизу-вгору“, західний американський фронтир однозначно був близький до анархо-капіталізму. Люди на фронтирі розробили інститути, які відповідали нестачі ресурсів, з якої вони були змушені зіткнутися».

### Кельтська Ірландія
У своїй роботі «До Нової Свободи» Мюррей Ротбард назвав давню кельтську Ірландію прикладом суспільства, дуже близького до анархо-капіталізму. Посилаючись на роботу професора Джозефа Педена, він говорить, що основною політичною одиницею стародавньої Ірландії був туат, який зазвичай зображується як «група людей, добровільно об'єднана для досягнення суспільно значущих цілей» і територіально обмежений «сукупністю земель його членів». Цивільні конфлікти знаходилися в компетенції приватних арбітрів і ад'юдиктаторів, яких називали «бреонами», а компенсація, яка належала потерпілім, була застрахована за допомогою добровільних поручницьких відносин. Говорячи про «королів» туатів, Ротбард стверджує:
«Туати обирали короля з членів королівської сім'ї (the derbfine), яка виконувала роль жерців-охоронців спадщини. Однак політичні повноваження короля були дуже жорстко обмежені: він очолював війська туатів під час війни та керував їхніми асамблеями. Але вести війну і переговори про мир він міг тільки як представник цих самих асамблей, а не як суб'єкт політичних відносин. Король не був сувереном, не мав прав судити членів туатів. Він не міг займатися законотворчою діяльністю, а коли сам був стороною судового розгляду, то повинен був передати свою справу незалежному судовому арбітру».

## Критика
Багато анархістів, як-от Браян Морріс, стверджують, що анархо-капіталізм практично не позбувається держави. Він вважає, що анархо-капіталісти «просто замінили державу приватними охоронними фірмами, і навряд чи їх можна назвати анархістами в класичному значенні цього терміну». Як зазначає анархіст Пітер Сабатіні:
В межах лібертаріанства Ротбард представляє точку зору меншості, яка фактично виступає за повну ліквідацію держави. Однак ідентифікація Ротбарда як анархіста відразу стає невірною, коли виявляється, що він хоче скасувати лише публічну державу. Замість нього він передбачає незліченні приватні держави, кожна з яких містить свої власні поліцейські сили, армію і закон або купує ці послуги у капіталістичних торговців (…) Ротбард не бачить нічого поганого в накопиченні багатства, тому люди з великим капіталом неминуче матимуть у своєму розпорядженні силу примусу, точно так само, як вони це роблять зараз. 
Так само Боб Блек стверджує, що анархо-капіталізм хоче «скасувати державу для свого власного задоволення, називаючи її чимось іншим». Він заявляє, що вони не засуджують те, що робить держава, вони просто «заперечують проти того, хто це робить».
Деякі критики стверджують, що анархо-капіталізм перетворює справедливість в товар; приватні оборонні та судові фірми будуть працювати на тих, хто платить більше за свої послуги. Ренделл Голкомб стверджує, що оборонні відомства можуть створювати картелі й гнобити людей, не побоюючись конкуренції. Філософ Альберт Мельцер стверджував, що, оскільки анархо-капіталізм просуває ідею приватних армій, він фактично підтримує «обмежену державу». Він стверджує, що «можливо тільки уявити собі анархізм, який є вільним, комуністичним і не пропонує економічної необхідності для придушення протидії».
У книзі «Анархія, держава та утопія» Нозік стверджує, що анархо-капіталістичне суспільство неминуче перетвориться в мінімальну державу через можливе виникнення монопольної приватної оборони й судового органу, який більше не матиме конкуренції. Він стверджує, що анархо-капіталізм призводить до нестабільної системи, яка не буде існувати в реальному світі. Пол Берч стверджує, що правові суперечки, що підпорядковуються кільком юрисдикціями й різним правовим системам, будуть занадто складними й дорогими, тому найбільший приватний охоронний бізнес на території перетвориться в природну монополію. Роберт Елліксон заявляє, що анархо-капіталісти, «уявляючи собі стабільну систему конкурентних приватних асоціацій, ігнорують як неминучість територіальних монополістів в управлінні, так і важливість інститутів для обмеження зловживань цих монополістів».
Анархо-капіталісти заперечують, що цей аргумент має циркулярний характер, оскільки вони вважають, що монополії є штучними конструкціями, які можуть підтримуватися тільки політичним імунітетом до природних ринкових процесів або постійним наданням продуктів та послуг вищої якості. Якщо конкурентам не перешкоджають увійти на ринок, вони вважають, що стимул прибутку, який підживлюється «постійним попитом на поліпшення», пропорційно втягує їх у нього. Крім того, вони вважають, що середньовічні системи в Ірландії та Ісландії демонструють, що трактування права на справедливість як власності означає, що вона продається (не купується) жертвами. Деякі лібертаріанці пропонують систему відновного правосуддя, в якій право на відшкодування збитку, створеним порушенням майна жертв, може бути принцип гомстеду від мисливців за головами, які притягають злочинців до відповідальності, створюючи тим самим стимул для людей, щоб працювати, захищаючи права потерпілих, які в іншому випадку не змогли б оплатити сервіс.

### Права і свободи
Багато анархо-капіталістів вважають, що легітимними є тільки негативні (але не позитивні!) права. Деякі критики (включаючи Ноама Чомскі) вважають, що між позитивними й негативними правами немає ніякої різниці:
«Анархо-капіталізм, на мою думку, є доктринальною системою, яка при реалізації призведе до форм тиранії й гноблення такої сили, що людство навряд чи стикалося з чимось настільки жахливим в минулому. Я вважаю, що його антилюдяні ідеї ніколи не будуть реалізовані, бо ця ідеологія вмить зруйнує будь-яке суспільство, яке допустило таку фатальну помилку. Ідея „добровільного договору“ між сувереном і його голодним слугою виглядає як хворий жарт, яка, можливо, заслуговує хіба що обговорення в рамках академічного семінару, присвяченого вивченню наслідків (на мій погляд, абсолютно абсурдних) ідей анархо-капіталізму, але семінар цей — мабуть, і є те єдине місце, де подібні ідеї можна розглядати серйозно» — Ноам Чомскі, «Про анархізм»
Пітер Маршалл також стверджує, що анархо-капіталістичне визначення свободи абсолютно негативне і в його рамках неможливо гарантувати позитивну свободу індивідуальної автономії та незалежності.

### Економіка і власність
Більшість анархістів вважає, що деякі капіталістичні угоди не мають добровільного характеру і що підтримка класової структури капіталістичного суспільства має на увазі примус, що порушує базові анархічні принципи. Девід Гребер аргументував свій скептицизм щодо анархо-капіталізму таким чином:
«Чесно кажучи, я досить скептично ставлюся до ідей анархо-капіталізму. Якщо анкапи представляють світ, розділений на тих роботодавців, що володіють власністю, та позбавлених її найманих робітників, але без механізмів інституційного примусу (…), то я просто не можу зрозуміти, як саме він буде функціонувати. Ви постійно можете спостерігати, як анкапи говорять щось на кшталт: „Якщо я хочу найняти кого-небудь для роботи в моєму городі, як ви збираєтеся зупинити мене без примусу?“ Зверніть увагу, що ви ніколи не почуєте щось на кшталт: „якщо я збираюся сам найнятися і попрацювати в чиєму-небудь чужому городі, як ви мене зупините?“ Історично ніхто і ніколи не виконував подібного роду роботу за своїм власним бажанням, якщо була хоч якась альтернатива.»
Деякі критики стверджують, що анархо-капіталістична концепція добровільного вибору не враховує примус, обумовлений як людським, так і нелюдським факторами, наприклад потреби в харчуванні і житлі, так само як і штучний дефіцит цих ресурсів, викликаний діями їхніх власників (в тому числі і в особливості людей (або класу), які є власниками титулів власності на засоби виробництва). Наприклад, якщо людині потрібна робота для того, щоб прогодувати і забезпечити себе житлом, відносини між працівником і роботодавцем можуть розцінюватися як недобровільні. Критика іншого роду полягає і в тому, що працівник може діяти недобровільно, бо економічна система, в рамках якої він живе і працює, може змушувати одних індивідів працювати на інших в контексті сформованих відносин примусу, обумовлених титулами приватної власності.
Деякі філософські концепції розглядають будь-які права або титули власності на землю як аморальні й нелегальні.
Деякі критики анархо-капіталізму (наприклад, геолібертаріанці), що підтримують повну приватизацію капіталу, вважають, що земля і природні матеріали залишаються іншим фактором виробництва і не можуть бути справедливо конвертовані в приватну власність, оскільки не є продуктом людської праці. Деякі соціалісти (в тому числі й інші ринкові анархісти кшталт мютюелістів) виступають категорично проти заочних прав власності. У анархо-капіталізму є досить суворі критерії належання власності: кожен зберігає свою власність, доки не продає або не дарує її. Анархісти, які критикують цю точку зору, зазвичай дотримуються набагато менш жорстких критеріїв втрати прав власності. Наприклад, людина може втратити право власності на предмет, коли він перестає його використовувати, а на землю — коли перестає її займати. Більш того, ідея первісного присвоєння абсолютно протилежна соціалізму і традиційним анархічним школам, так само як і будь-якій моральної або економічної філософії, що наділяє людей рівними правами на землю і природні ресурси.
Анархо-капіталісти заперечують, що власність не тільки природна, але й неминуча. При цьому вони посилаються на Радянський Союз як на неминучий результат її заборони та колективізації, що, на їхню думку, ліквідує стимули вільного ринку і відповідальність власника, породжуючи чорні ринки. Потім Косанке знищує так звану «егалітарну догму» фактами та логікою, демонструючи, що всі витрати на життя визначаються цілком природно і, залежні від величезної кількості чинників, не можуть бути врегульовані політичними засобами без негативних наслідків.

### Документальна література
Нижче наведено частковий список помітних наукових робіт, присвячених анархо-капіталізму.
- Мюррей Ротбард, засновник анархо-капіталізму:
  - До нової свободи, Лібертаріанський маніфест, послідовний виклад лібертаріанської теорії й роботи анархо-капіталістичного суспільства
  - Етика Свободи, моральне виправдання вільного суспільства
  - Влада і ринок: Держава й економіка, класифікація державних економічних втручань
  - Людина, економіка та держава, австрійська мікро- і макроекономіка
- Девід Д. Фрідман, Механіка Свободи, класична послідовний захист анархо-капіталізму, пояснення того, як в анархо-капіталістичному суспільстві працюватимуть суди та хто буде будувати дороги.
- Майкл Г'юмер[en], «Проблема політичної влади[en]», тривалий захист філософського і політичного анархізму (з останньою версією анархо-капіталістичної різноманітності), заснована на поєднанні природних прав аргументів
- Ганс-Герман Гоппе, Анархо-капіталізм: анотована бібліографія [Архівовано 11 січня 2014 у Wayback Machine.]
  - Теорія соціалізму і капіталізму [Архівовано 31 серпня 2013 у Wayback Machine.]
  - Економіка і етика приватної власності, дослідження з політичної економії й філософії
  - Демократія — повалений Бог[en], економіка і політика монархії, демократії та природного порядку
- Брюс Бенсон[en], Підприємство права: правосуддя без держави
  - Служити й захищати: приватизація і спільнота у сфері кримінального правосуддя
- Джеймс Дейл Девідсон[en] і Вільям Різ-Могг[en] Суверенна Людина
- Оберон Герберт[en], Право і неправда примусу з боку держави
- Альберт Джей Нок[en], Наш ворог — держава[en], теза Франца Оппенгеймера, застосована до ранньої історії Сполучених Штатів
- Герберт Спенсер, Соціальна статика, містить есе «Право ігнорувати державу», хоча Спенсер не є анархо-капіталістом, але багато його ідей, включаючи закон рівної свободи, передували появі сучасного анархо-капіталізму
- Джордж Г. Сміт[en], «Підприємництво юстиції на вільному ринку [Архівовано 6 вересня 2014 у Wayback Machine.]», розглядає підприємницьку роль органів юстиції
- Едуард Стрінгем[en], «Анархія і закон: політична економія вибору [Архівовано 1 жовтня 2018 у Wayback Machine.]», книга на 700 сторінок, що представляє основні аргументи історичних досліджень про анархо-капіталізм

### Художня література
Анархо-капіталізм був досліджений в деяких літературних творах, особливо в науковій фантастиці. Раннім прикладом є Роберт Гайнлайн з його романом 1966 року «Місяць — суворий господар», в якому він досліджує те, що він називає «раціональний анархізм».
Автори кіберпанку і посткіберпанку були особливо зачаровані ідеєю розпаду національних держав. У кількох історіях Вернора Вінжа, включаючи «Покинуті в реальному часі» і «Завоювання за замовчуванням», зображені анархо-капіталістичні суспільства, іноді в сприятливому світлі, а іноді немає. Ніл Таун Стівенсон з його «Лавина» та «Алмазне століття», твори Макса Баррі «Уряд Дженніфер» і Ніла Сміта «Всі ймовірні» використовують ідеї анархо-капіталізму. Зображення анархії в кіберпанку варіюється від похмурого до оптимістичного настрою. При цьому використання таких ідей нічого не говорить про політичні погляди автора. Зокрема, Ніл Стівенсон утримується від радикальних політичних заяв, коли його навмисно провокують.
У новелі Метта Стоуна «В степах Центральної Азії», американський студент Ґред запрошений на роботу в газеті в Монголії та виявляє, що монгольське суспільство є практично бездержавним, перебуваючи на пів анархо-капіталістичному шляху. Спочатку новела була написана для реклами економічного трактату Фюрле «Чиста логіка вибору» 1986 року.
«Sharper Security: A Sovereign Security Company Novel», що входить в серію Томаса С'юелла, «налаштований на пару десятиліть в найближчому майбутньому з точки зору свободи суспільства, заснованого на індивідуальному виборі та економіці вільного ринку» і містить суспільство, де люди наймають охоронну компанію, щоб захистити й застрахувати їх від злочинів. Охоронні компанії є суверенними, але клієнти можуть вільно обирати між ними. Вони виглядають як поєднання страхових і воєнізованих сил поліції. Багато є анархо-капіталістичних тем є у творі, в тому числі дослідження недотримання суверенного імунітету, приватних дорожніх систем, laissez-faire ринку і конкурентних валют.
У вебкоміксі «Втеча з Терри» Сенді Сендфорта, Скотта Бізера і Лі Оукса досліджується бездержавний капіталізм, заснованого на Церері, і його взаємодію з агресивним етатистським суспільством Терра.